# Flint Hills

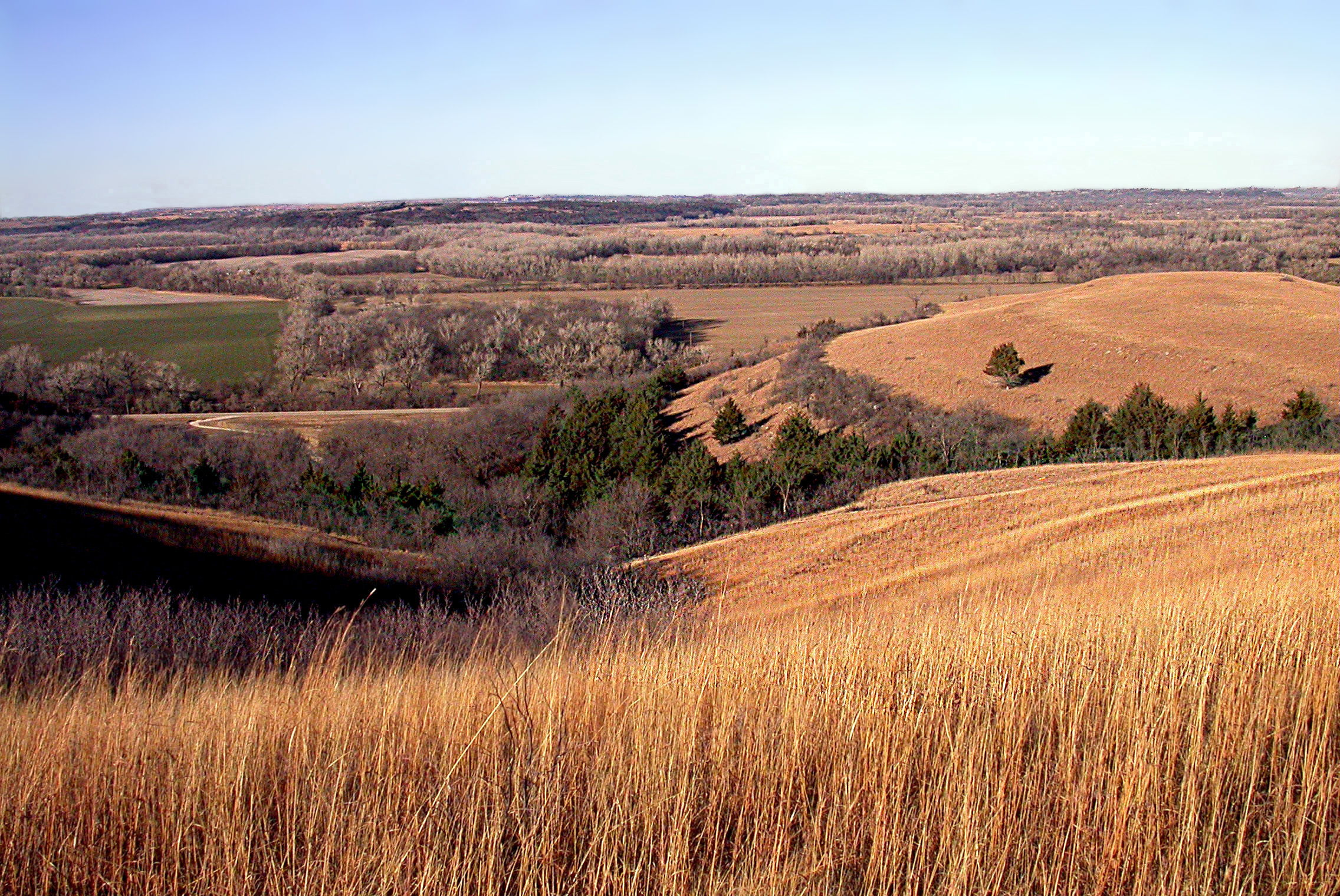
Paesaggio delle Flint Hills (riserva di Konza).

Le Flint Hills sono una serie di colline comprese tra il Kansas orientale e l'Oklahoma centro-settentrionale, che si estendono dalla Contea di Marshall a nord, fino alla Contea di Cowley (Kansas) e la Contea di Osage (Oklahoma) a sud.
In Oklahoma generalmente ci si riferisce alla stessa formazione geologica con il nome di Osage Hills.
Il WWF designa le Flint Hills come un'ecoregione distinta dal resto delle praterie delle Grandi Pianure.
Le Flint Flint Hills vennero create circa 250 milioni di anni fa durante il periodo Permiano. Durante questo periodo gran parte del Midwest, compresi Kansas e Oklahoma, erano coperti da mari superficiali. Di conseguenza gran parte delle Flint Hills sono composte da calcare e scisto, con abbondante presenza di fossili preistorici di creature marine.